# Feldkirchner Bach
Der Feldkirchner Bach ist ein Fließgewässer in Bayern. Er entsteht östlich des Mangfallknies in einem Waldgebiet, verlässt dieses ins Mangfalltal, fließt durch das namensgebende Feldkirchen und mündet schließlich in den künstlich angelegten Triftbach.